# Leon Fleisher
Leon Fleisher (ur. 23 lipca 1928 w San Francisco, zm. 2 sierpnia 2020 w Baltimore) – amerykański pianista, dyrygent i pedagog muzyczny pochodzenia żydowskiego.

## Życiorys
Urodził się w rodzinie imigrantów żydowskich. Ojciec, Isidor Fleisher, pochodził z Odessy, a matka, Berthy, z Polski. Zaczął grać na fortepianie w wieku 4 lat. Był cudownym dzieckiem. Uczył się m.in. u Artura Schnabla. W 1944, w wieku 16 lat, wykonał w Carnegie Hall Koncert fortepianowy d-moll Brahmsa z Filharmonią Nowojorską, pod dyrekcją Pierre’a Monteuxa. Pomimo sukcesów w Ameryce, przeniósł się w 1950 do Europy, gdzie mieszkał do 1958 we Francji, Holandii i we Włoszech. W 1952 zdobył złoty medal na Międzynarodowym Konkursie im. Królowej Elżbiety Belgijskiej w Brukseli, co rozpoczęło jego długoletnią karierę.
Cierpiał przez wiele lat na dystonię mięśni (dystonię ogniskową). W końcu grał jedynie repertuar na lewą rękę, m.in. Koncert D-dur Ravela. Zaczął też uczyć i dyrygować. Dzięki masażom i zastrzykom z botoksu mógł stopniowo wznowić działalność pianistyczną w 1995.
Pianista zarejestrował koncerty fortepianowe Brahmsa i Beethovena z George’em Szellem i Cleveland Orchestra, które są uważane za jedne z najlepszych wykonań. Nagrał też m.in. Koncert fortepianowy a-moll Schumanna, Koncert fortepianowy a-moll Griega, Koncert fortepianowy D-dur na lewą rękę Ravela, a także muzykę solową i kameralną.
Uczył w Peabody Conservatory of Music, w Curtis Institute of Music i w Royal Conservatory of Music w Toronto. Prowadził również kursy mistrzowskie.
W 2006 rząd francuski mianował Fleishera komandorem Orderu Sztuki i Literatury, a rok później otrzymał Kennedy Center Honor. O jego zmaganiach z dystonią nakręcono film dokumentalny Two Hands (Dwie ręce), w reżyserii Nathaniela Kahna, który był nominowany do Oscara w 2007 w kategorii najlepszego dokumentu krótkometrażowego.
Leon Fleisher zmarł na raka w Baltimore, w wieku 92 lat.